# Zemaciinae
Zemaciinae é uma subfamília de gastrópodes pertencente a família Turridae.